# Raffinerie d'Ulsan
La raffinerie d'Ulsan est en 2014 la 3e plus importante raffinerie de pétrole au monde. Sa capacité de raffinage s'élève à 850 000 barils par jour. Elle est située en Corée du Sud dans la ville d'Ulsan et est exploitée par SK Energy.